# Синьо-Камене
Си́ньо-Ка́мене (болг. Синьо камене) — село в Бургаській області Болгарії. Входить до складу общини Средець.

## Населення
За даними перепису населення 2011 року у селі проживали 25 осіб, усі — болгари.
Розподіл населення за віком у 2011 році:
Динаміка населення: